# 羌族文學
羌族文學（英語：Literature of Qiāng），羌族是中國55個少數民族之一，被外界稱為「雲朵上的民族」，在中國的重要地位舉足輕重，而文學方面更是驚豔於中國各大文學獎乃至海外。羌族文學依照作者是否可考分為民間文學和作家文學，民間文學的內容包含:神話、傳說、敘事長歌、民間故事、民間傳說、歌謠等等；而作家文學則包括了作文、詩歌以及小說。
年代的劃分上，則可分為遠古民間文學、古代民間文學、近、現代民間文學和當代民間文學。

## 遠古民間文學
遠古，前階級社會時期，由於當時並沒有太多的人力和生產力，讓羌族原始先民在與大自然所進行的艱苦搏鬥中，燃起了認識自然，解釋自然並且幻想著要征服自然的強烈願望，也因此這時期許多神話也被編織而成。隨後又創造了史詩、神話敘事詩和古老不可考的傳說。這些作品都有一個共同特點，那就是豐富的想像與幻想，生動地反映了遠古時期羌族先民在探索大自然的奧秘時，所進行的艱苦不懈的奮鬥。也因此羌族神話無疑成為了羌人的「百科全書」，是「保存關於過去的回憶的寶庫」，更是具有多方面的科學價值。。

### 神話
在人類的童年時代，大致在原始社會野蠻時期低級階段上，人類生產力水準十分低下，對於廣袤的大自然所知甚少，對於複雜的社會現象瞭解無幾。原始先民想認識自然、征服自然，然而變化莫測的自然現象，只能讓人們感到神秘和恐懼。幾乎所有文明民族所經歷過的一定階段上，先民用人格化的方式同化自然力，正是這種人格化的慾望，「神」就被這麼創造了出來。神的產生並不全然是因為人類的恐懼，也是因為人對於自然的渴望，希望透過自然的外在認識其本質，這種矛盾的現象正是神話產生的原因。
《羌戈大戰》
天神木比塔的兒子尼羅甲格放牧在花果山上的牛被偷了。木比塔和他的長子在戈基人的牙縫裡找到了牛筋和肉屑。木比塔便問羌人和戈基人愛不愛神？羌人說：「我愛神、愛羌，不愛戈基人。」戈基人說：「我不愛神、不愛羌、只愛戈基人。」木比塔氣得沒法，就叫羌、戈基擺陣比武。先比劈柴，羌人用斧把柴劈開裂縫，戈基人怕羌人比贏，就趕忙把雙手插入柴縫中，想把柴乜開，羌人連忙取出斧頭，把戈基人的手夾在了柴縫中。首次比賽，戈基人就宣告失敗。接著，木比塔交三塊白石給羌人，交三坨雪給戈基人，號令雙方交戰，結果是羌人把戈基人打死無數；二次交鋒，戈基人又遭慘敗。木比塔又把柴棍給羌人，把麻稈給戈基人，又號令他們拼打，結果戈基人又慘敗便野，三次交戰，戈基人又以慘敗告終。接著，木比塔又以巧計，叫羌人先躲在岩腳，把羌人預先紮好的草人立在岩上，爾後木比塔就說：紅岩腳下地方很好，誰先占領就歸誰所有。羌人聽後，就趕忙往岩下摔草人，戈基人就爭先恐後地往岩下跳，結果，「萬丈懸岩如深淵，從此戈基滅了絕」、「白石相助勝敵人，從此敬奉白石神」、「為謝木比相助恩，十月初一敬天神」。為了感謝神恩，羌人派人到成都買豬，十月初一就殺豬宰羊，敬天神謝天恩。。

在野蠻時期向文明時期過渡階段上，人的智慧與才能也隨著生產的發展和生活的複雜化而成長。雖然已經把追求神靈的庇護轉化為追求現實生活的理想，但是在人們的觀念中，神依然站在遙不可及的高度上，虔誠的宗教感情依然存在。所以《羌戈大戰》既包含部落戰爭的世俗內容，又有對神靈讚頌的內容。
《羌戈大戰》，在這圍繞於羌人和戈基人的鬥爭情節中，無論是在比武─白石對雪團、木棍對麻稈的戰鬥中，還是在鬥智─比劈柴、跳岩等競技活動中，都不僅表現出羌族先民驚人的勇敢與智慧，同時也曲折地反映了他們在創世立業中曾經歷過漫長的艱苦奮鬥過程。
《羌戈大戰》是屬於神話史詩向英雄史詩過渡的作品。與其他民族的英雄史詩作比較，它沒有波瀾壯闊的戰爭場面的描寫，也沒有著力於刻劃傑出的首領和英雄人物，只是敘述了部落戰爭及其在戰爭中的英雄群體，這也能說明，它尚處於英雄史詩的萌芽階段，或者是英雄史詩的幼年期。

### 傳說
《大禹王的故事》
天上的火神和水神打仗，最後水神被打下人間，他東一頭西一頭亂撞，跑到哪裡哪裡就發大水，給百姓帶來數不清的災難。天神木比塔知情後，就派一位治水英雄降世人間。這夜，石紐山上一個羌家婦女生了個懷胎十年的孩子──大禹。大禹生下來三天就會說話，三個月就會走路，三歲就長成一個紅松一樣的漢子。
這時，洪水為害，大禹領著羌民先是用青松木去堵洪水。失敗後他決定先弄清水路。在老人的指點下，他來到石紐山對門的塗禹山上，與塗山氏相遇，二人結為夫妻後，塗山氏把他家祖傳羊皮三江九河水路圖送給了大禹。並表示願與他一同治理洪水。
大禹按照塗山氏的水路圖，弄清了三江九流的流向後，便穿著塗山氏用五彩金線為他做的雲雲鞋上了路。途中，弓槓嶺腳下的一條黃龍駝著大禹沿江而上，查清了水路。天神木比塔見黃龍駐大禹有功，便封它為黃龍神，後人又在松潘修了座黃龍寺記念它。
大禹在岷江邊上，見有一座大山擋住了江水，山前的洪水淹沒了房屋和莊稼；山後又乾旱成災、水貴如油。大禹便把這座大山背起，摔到了岷江右岸。從此人們便把這座山叫作「禹背嶺」。
茂縣大山裡有條烏龍，經常發大水禍害羌民，大禹決心制服這條烏龍，在天神木比塔那裡借來九釘神鈀向烏龍投去，這釘耙化作九頂山把烏龍壓在山下，這便是茂縣東南面的九頂山。
塗山氏見大禹治水九年，三次從家門口過都沒有回家，便站在江邊盼大禹回來，時間久了，就化作了一座大山，即現今汶川境內的塗禹山。
百姓們為感謝大禹治水的恩德，就在禹背嶺的一棵千秋高壽的老槐樹下立了一座八尺高的石碑，記下大禹治水的功績，年年碑前香火不斷，這顆大樹張開枝葉，把禹碑抱在懷中，當地人稱之為「古樹吞碑」，也有人把這座山喚作「禹碑嶺」。
大禹王系列傳說故事的思想意義，在於他充分肯定了大禹在治理洪水過程中的重要作用以及他公而忘私、百折不撓的奮鬥精神，從中也反映出遠古人類與洪水災害作奮鬥的艱钜性。
這些古老的傳說告訴我們，大禹王治理洪水不是一帆風順的。高山的阻擋、挖掘水道的艱钜、孽龍的兇狂......在重重困難面前大禹王憑著自己的智慧和勇敢帶領民眾戰勝種種艱難險阻，終於控制了洪水、疏通了九河，這是人類的真實在口頭文學中的反映。

## 古代民間文學
古代社會的時間所跨幅度相當大，大約是從西漢時期一直到鴉片戰爭近2000多年的歷史，也經歷了奴隸社會和封建社會這二個歷史階段。此一時期的文學特點是：通過古代民間傳說、古代民間長詩、古代民間歌謠等多種文學形式的作品，深刻地顯示出羌族人民勤勞勇敢的品性和堅苦卓絕、百折不撓的奮鬥精神，形象地展現出羌族古代先民在過往殘酷的壓迫與剝削下的災難和痛苦生活的圖景；也有不少作品描寫出在困頓的大環境下，羌族青年男女對於愛情的追求，表現出他們對幸福生活的憧憬。

### 習俗長歌
《戈西莫》
客：
天上吉祥的星，
......
從天上飛出來了，
從扯火閃的地方飛過來了，
火光閃耀，
吉祥的星害怕了，
下來不到了，
主人家有啥子好辦法？
你有啥子好主意？
讓吉祥的星降臨人間，
只要吉祥的星降臨了，
就會給你家帶來吉祥，
就會給你家帶來如意。
主：
吉祥的星星朝人間飛，
從天上飛出來，
已經飛出來了，
飛出了天外，
飛到扯火閃的地方，
火閃阻擋，
吉祥的星飛不下來了，
主人家我請一對小龍，
這一對小龍，
扯的扯，
拉的拉，
把火閃拉走了，
吉祥的星好飛了，
吉祥的星好降臨了，
主人家我等吉祥的心帶來吉祥，
主人家我等吉祥的心帶來如意。
......
通過400多行詩句，反覆鋪陳詠嘆，深刻地反應了羌族古代先民純樸的感情、對美好生活的嚮往。不過羌民們把家庭的吉祥如意、興旺昌盛的美好願望，寄託在天上降臨的吉祥的星星身上的思想 ，卻給美好的願望蒙上了一層宗教色彩，從中我們發現的是羌族古代先民原始天體崇拜的活化石。

## 近、現代民間文學
在近、現代社會，指的是從鴉片戰爭到中華人民共和國成立的歷史階段，而此階段正是羌族地區歷史、文化、政治、社會風起雲湧的時代。一方面是帝國主義進駐中國，和封建主義，資本主義之間有著激烈的交互影響，讓政治統治和經濟困頓的情形日益加劇，也導致了羌族人民的生活更加貧窮；一方面是羌族人民的反日情緒劇增，更是爆發了一次又一次的武裝革命。特別是在接受中共紅軍傳播的革命思想，人民因相信中共能帶給他們一個嶄新的未來，希望之火在人民心中燃起，也更加確立了鬥爭的目標，讓革命情緒更加高漲。此時期的文學作品，多半具有反帝、反封建、反資本主義的強烈色彩，而歌頌黨與紅軍的文學作品更是從此時開始萌發茁壯。

### 民間傳說
《黑虎將軍》
清代咸豐年間，茂縣黑虎寨羌民，經常遭受異民族統治者軍隊的侵害，人民不能安居樂業。
寨上出了一位智勇雙全的能人，他帶領全寨青年用喊殺聲、牛角號聲和在鐵桶內放鞭炮來嚇退入侵的敵人。她們或用雲頂香捆在樹枝上點燃，夜裡活像許多吸菸者在守衛村寨，使侵犯者不敢輕舉妄動，貿然進攻；或者故意做雙一尺二長的麻窩子草鞋丟在路上，使帶兵官見鞋驚訝，慌忙下令撤退等計策，保住了黑虎寨村民的安全，因而大家尊稱他為黑虎將軍。
後來黑虎將軍不幸壯烈犧牲，人們包白布帕、穿白衣白鞋深切的哀悼他，時間一長，漸漸形成當地的衣著習俗。人們還為他修廟宇、塑雕像，尊奉黑虎將軍為神。。

近、現代羌族人物傳說的故事內容，比較多的是反映羌族人民反抗土司頭人、反抗封建王朝勢力的鬥爭傳說。羌族人民不屈服於封建王朝、土司頭人的殘酷剝削壓迫，他們勇於鬥爭，不怕犧牲，堅決要把一切壞人打倒，爭取自由和平的安寧生活。這代表著中華民族的傳統思想，具有深遠而現實的教育意義。這類民間傳說至今流傳不衰，是因為它們閃耀著直接表達人民思想的光輝。

### 民間故事
《姐妹倆》
從前青石濤有戶人家，家裡有一對雙胞胎姐妹，姐姐金針好吃懶做，還愛說白話；妹妹銀針勤勞儉樸，孝順阿媽。一次姊妹下地除草，金針鏟斷許多玉米苗，還跑到溪邊捉蝴蝶玩。一隻小青蛙在溪邊玩耍，她一腳把青蛙踢得四腳朝天，好心的銀針救起小青蛙放進水裡。金針假裝拿鏟斷的玉米苗回去餵牛，到家卻說銀針把玉米苗鏟斷很多，害得銀針挨了罵。
有天清早，一隻綠蝴蝶飛進金針房裡說：「大姐大姐我做媒，牛駝胭脂馬駝粉，問你大姐肯不肯？」金針別著嘴說：「不嫁！不嫁！」把綠蝴蝶打飛了。銀針背水、掃地後在花紅樹下開口弦，綠蝴蝶飛來說：「二姐二姐我做媒，牛駝胭脂馬駝粉，問你二姐肯不肯？」金針出來聽見了，想獨佔家產，叫銀針快答應。銀針答應了，綠蝴蝶說：「等玉米掛紅鬚就來接親。」玉米掛紅鬚後，有天天麻麻亮，外面響起嗩吶聲，接親的人來了。英俊的新郎騎著高頭大馬，後面八人抬的花轎，犏牛駝胭脂，白馬駝香粉，銀針捨不得離開阿媽，金針卻後悔沒有答應。
第二年金針順著蕎花去找銀針，進屋後眼紅妹妹家到處都是金銀珠寶。一天，趁蝴蝶太子外出，金針推著要走，銀針送姐姐過水井邊時，被金針推下井去，金針假冒妹妹享福。不久，井裡面跳出一隻青蛙變成小鳥，飛去罵金針：「羞！羞！羞！哪有姊姊陪妹夫？走，走，走！」金針怕蝴蝶太子認出來，趕緊偷了許多金銀珠寶逃走，裝得太重了，壓斷梯子，金針被摔死了。蝴蝶太子回來，以為是銀針，傷心地哭。青蛙太子勸他去喝酒，蝴蝶太子端起酒杯，掉進幾滴水珠，抬頭看到銀針在流淚，青蛙太子說明經過，銀針與蝴蝶太子終於夫妻團圓。

## 當代民間文學
當代文學，是中華人民共和國建國後的社會主義新文學。新中國成立後，羌族人民與其他少數民族人民一樣，在中共的帶領下進入了一個新時代，也在1966年實現了民族區域自治。也就是從這個時候開始，羌族人民以一個國家主人翁的姿態，高傲屹立在中國這片土地上。這一時期的文學作品，多半以頌歌為基礎，歌頌黨、歌唱人民領袖、歌唱日新月異的社會主義─中國。大眾的口頭創作，如爛漫的山花般迎春開放，具有強烈的思想性和鮮明的時代特色。同時在中國共產黨的民族政策扶植下，一批業餘的文藝工作者迅速成長且嶄露於[[臺面上。他們面對著翻天覆地的社會改革、沸騰的社會生活、以及所謂光輝璀璨的前景，將自身滿腔的熱情化為詩歌、小說、散文等等，描繪出了新時代的生活、新時代的人們，以及他們崇高的品行和偉大使命感。此時的文學創作，一般都是在繼承羌族文學傳統的基礎上有了新的發展，更不同程度地展現出自身獨特的藝術風格。

### 當代歌謠
《大大方方送一張》
雪白帕兒送一張
姑娘拿來繡鴛鴦
改土模範誰當上
大大方方送一張。

這首歌謠很明顯可以看出崇尚勞動的形象，非常符合中共對於人民們的要求，而把現今男女喜歡的擇偶條件之一加上「勞動模範」，儼然成為一股新社會風潮。

## 當代作家文學

### 小說
《燦若桃花》
以下為內容截錄:
今年的桃花開得特別火爆、熱烈
野桃花在半山坡上清雅而舒逸
家桃老樹含苞，星星點點
新桃色飛怒放，濃艷透射
更有一些幼樹，不緊不慢地把
一朵兩朵花開成一種歡悅的孤獨......
羌族作家谷運龍在這部作品中著墨的，是羌族鄉村天寶一家幾代的愛恨糾葛。濃烈純美的羌族民俗，迷離魅人的文化情愫，瘋狂別緻的鄉村愛情，偏遠鄉村不為人知的細水微瀾，躍然篇中。小人物的命運鐫刻於風起雲湧的時代大背景上，定格於官寨幽怨、造反批鬥、生產勞動等社會場景中，折射出中國邊地農村曲折向上的發展歷程。

### 詩集
《汶川羌》
以下為詩集截錄:
《車死了》
......
而有的車被狂野的岩石、淩亂的腳步，
踏破了頭顱，腰身，或者筋骨，
一輛又一輛車，在相同或不同的音符上，
戛然而止。
誰都明白，車死了。
車裡面都是人啊。我的同胞。
親愛的祖國心中這一個個愛她的人，
死了。

《力量》
......
破碎的岩石，流浪的雲朵，沉默的泥土，
因為這種力量的無處不在而聳起處處鄉村。
死去的心血和遠行的深愛終於重逢。
因為這種力量本質的超常，我們都回來。